# Vette alpine superiori a 4000 metri

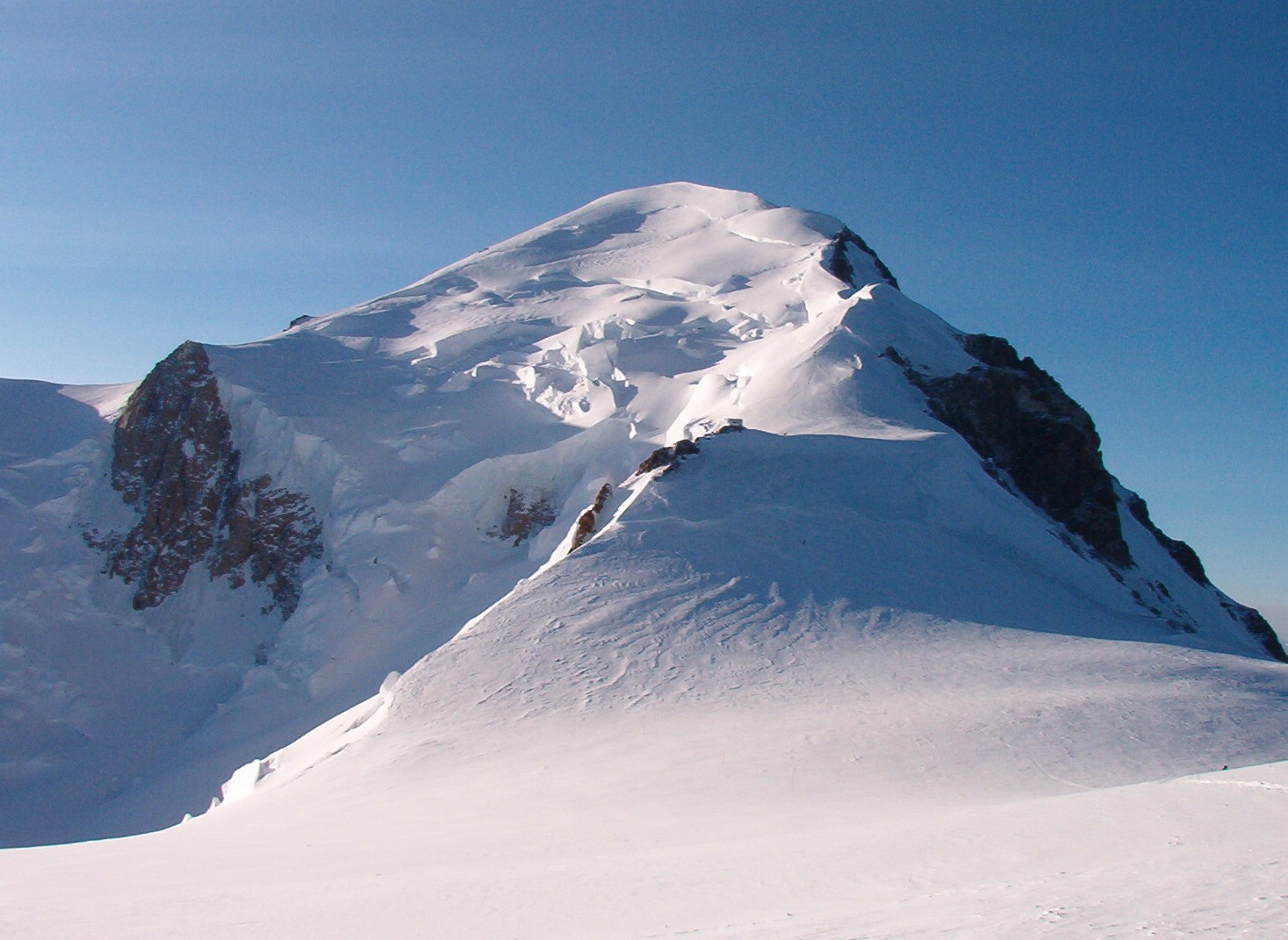
Il Monte Bianco, il monte più alto delle Alpi, visto dal Dôme du Goûter.

Le Vette alpine superiori a 4000 metri  rappresentano le maggiori vette della catena montuosa delle Alpi, distribuite lungo l'arco alpino occidentale e centrale: la definizione del numero è stata stabilita dall'Unione Internazionale delle Associazioni Alpinistiche (UIAA) nel 1993 che fissa in tutto 82 vette (128 considerando anche le vette sussidiarie), collocate rispettivamente in ordine per numero in Svizzera, Italia e Francia.

## Storia
In passato non esisteva una lista unica delle vette che superavano i 4.000 m s.l.m. In effetti i geografi e gli alpinisti dei differenti Paesi non utilizzavano i medesimi criteri di selezione. Nel 1993 l'Unione Internazionale delle Associazioni Alpinistiche (UIAA) ha deciso di stabilirne una lista ed ha creato un gruppo di lavoro per definirne i criteri:
- criterio topografico: la prominenza (differenza di altezza tra la vetta e il colle più alto fra la vetta stessa e un'altra vetta di altezza superiore) non deve essere inferiore a 30 metri
- criterio morfologico: tiene conto della struttura dell'insieme (spalle, anticime, ecc.)
- criterio alpinistico: considera l'importanza delle vie da un punto di vista alpinistico: quantità e qualità delle vie alpinistiche, loro frequentazione, ecc.

Il primo criterio è stato considerato (con pochissime eccezioni) sufficiente; ove non verificato, si è tenuto anche conto degli altri due criteri. In questo modo il gruppo definì una lista di 82 vette; definì inoltre altre 46 vette sussidiarie per coprire una lista allargata di 128 vette.

## Descrizione

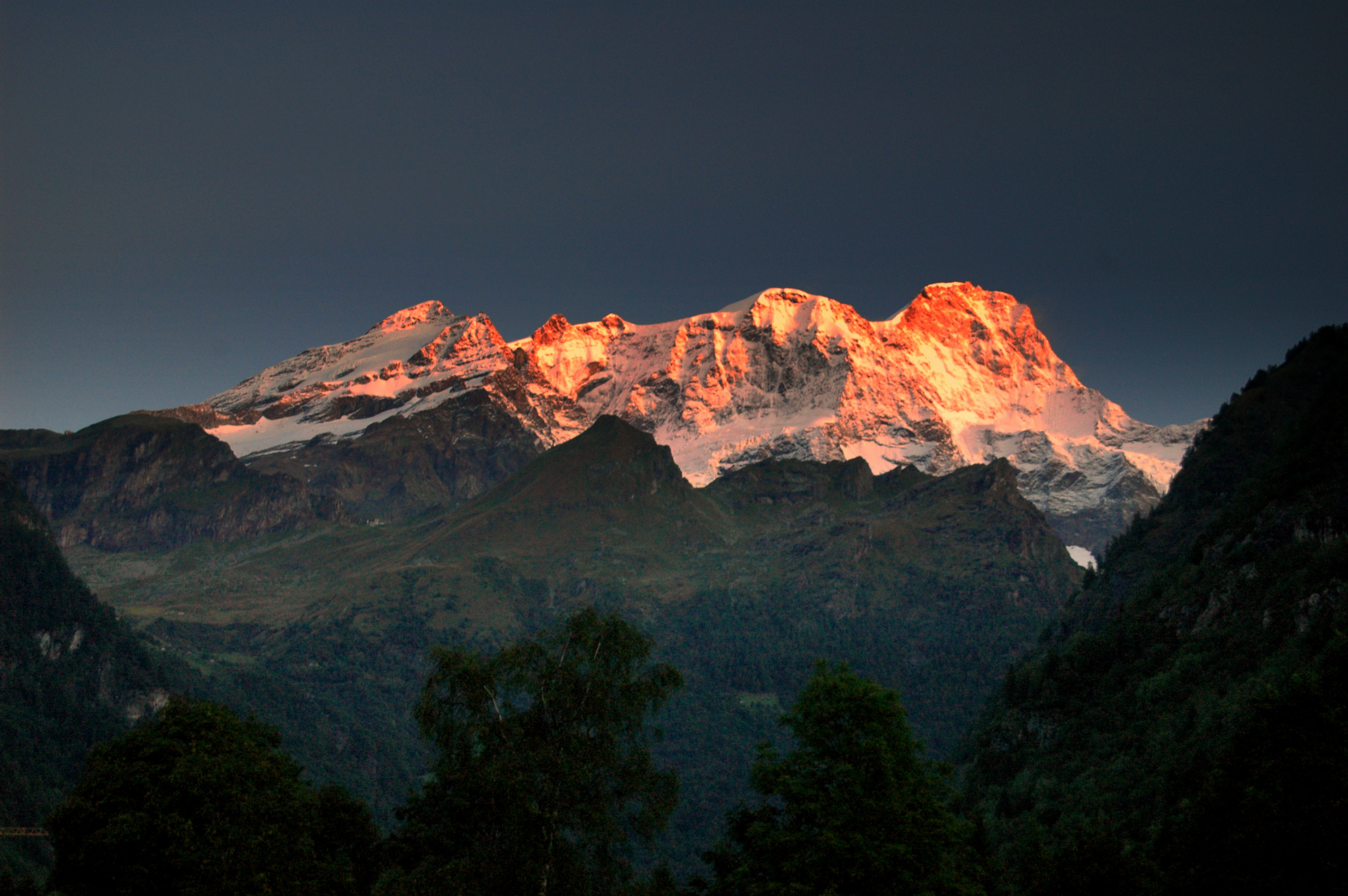
Monte Rosa

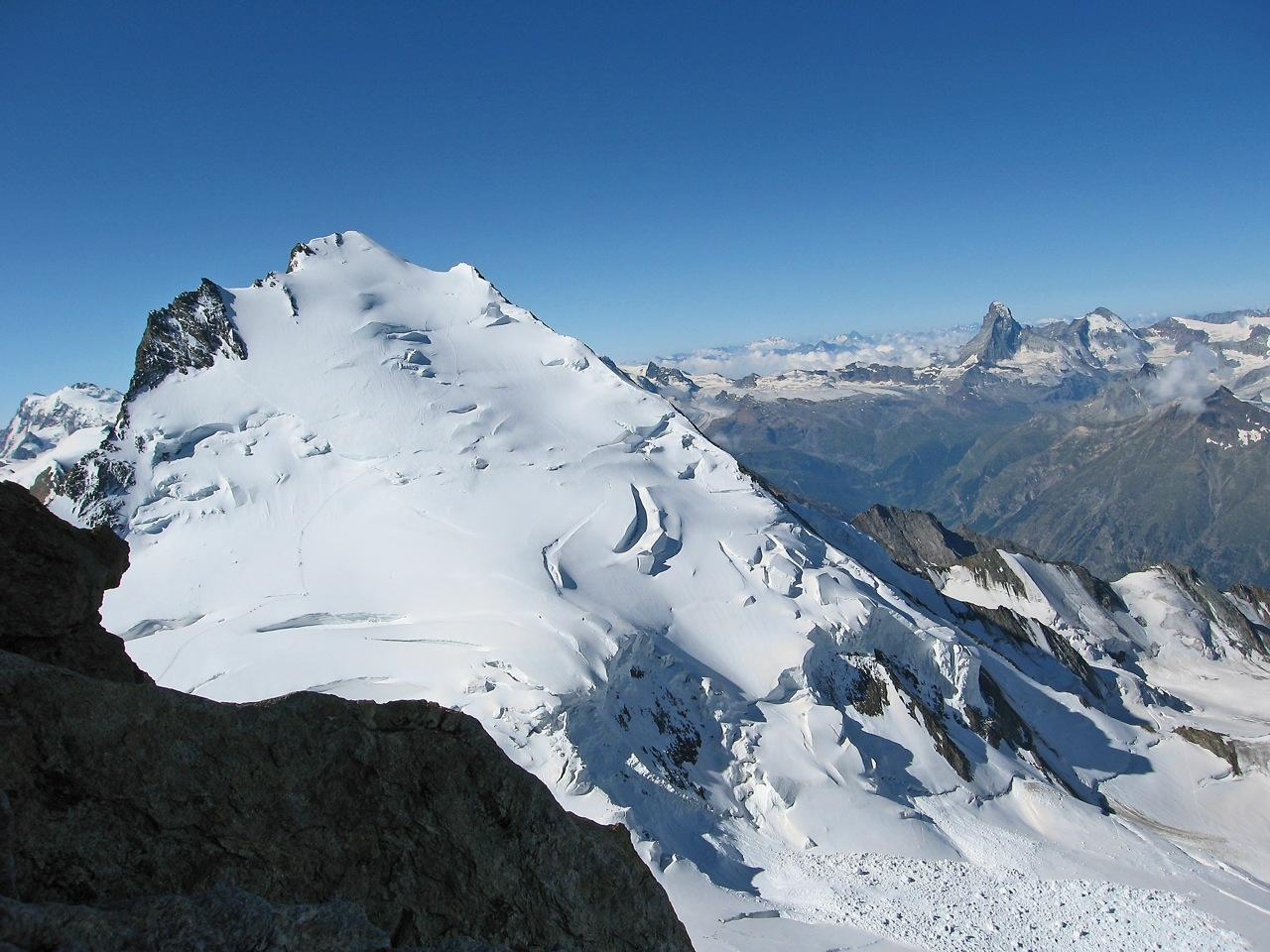
Dom

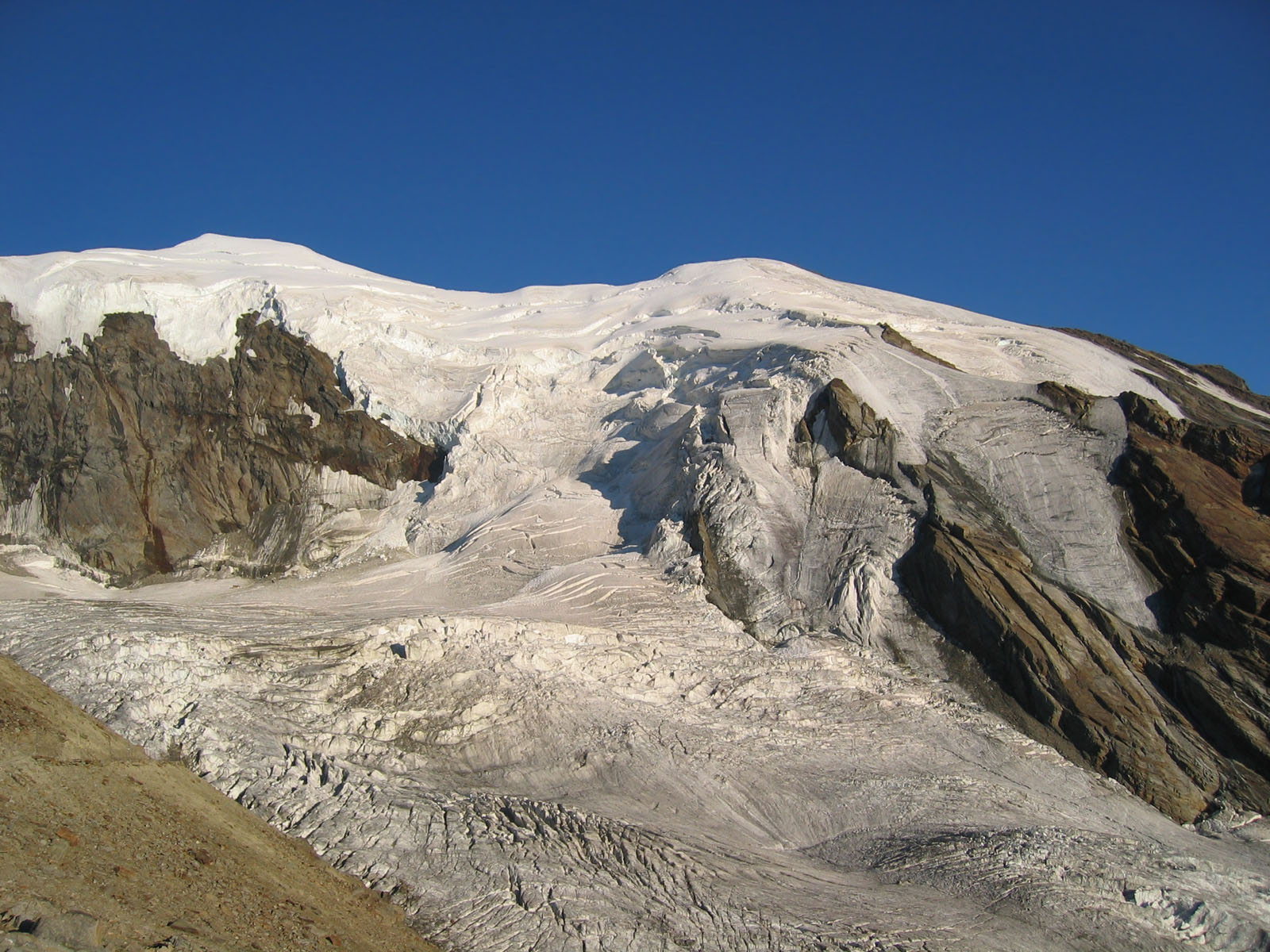
Weissmies

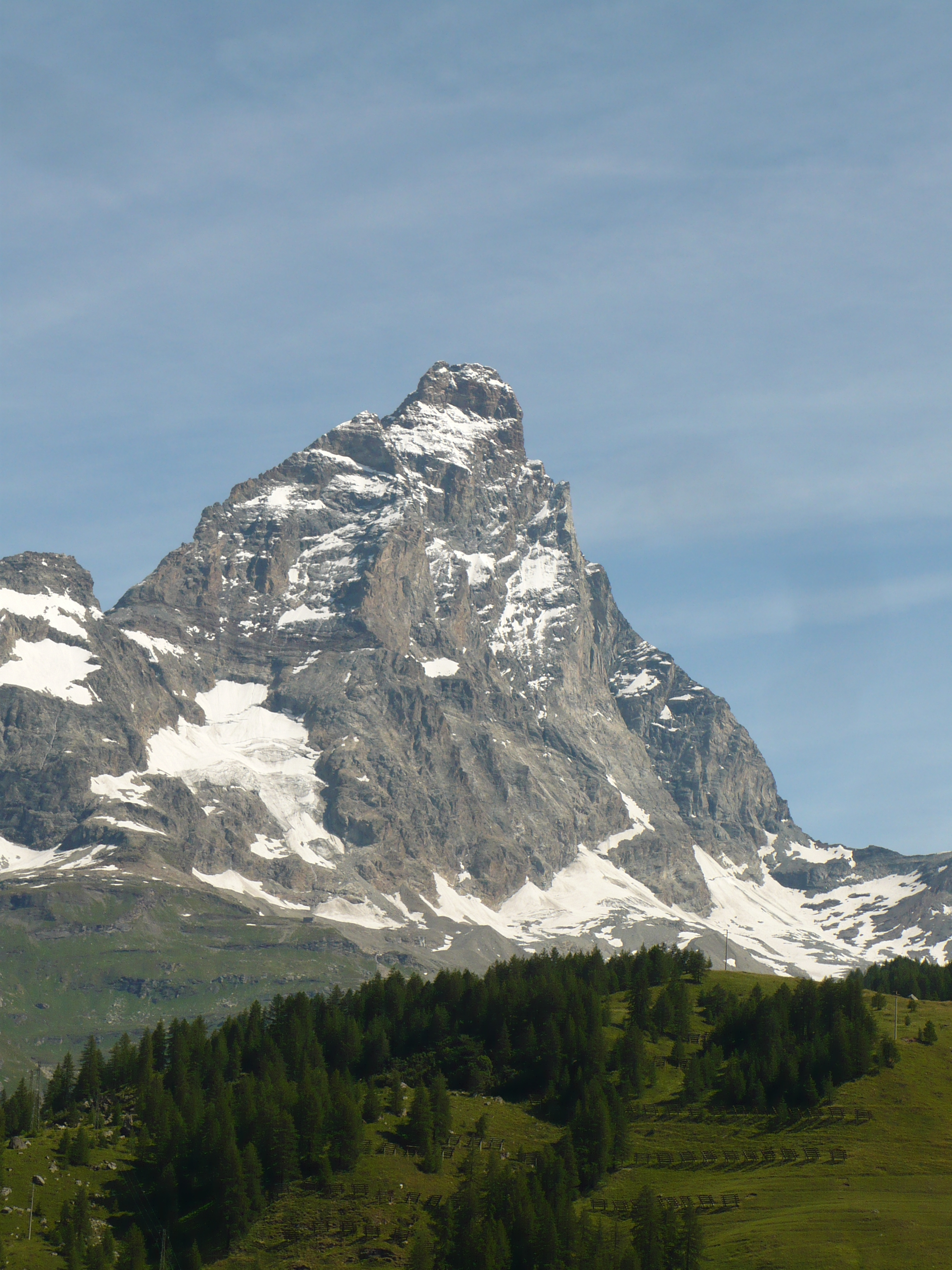
Cervino

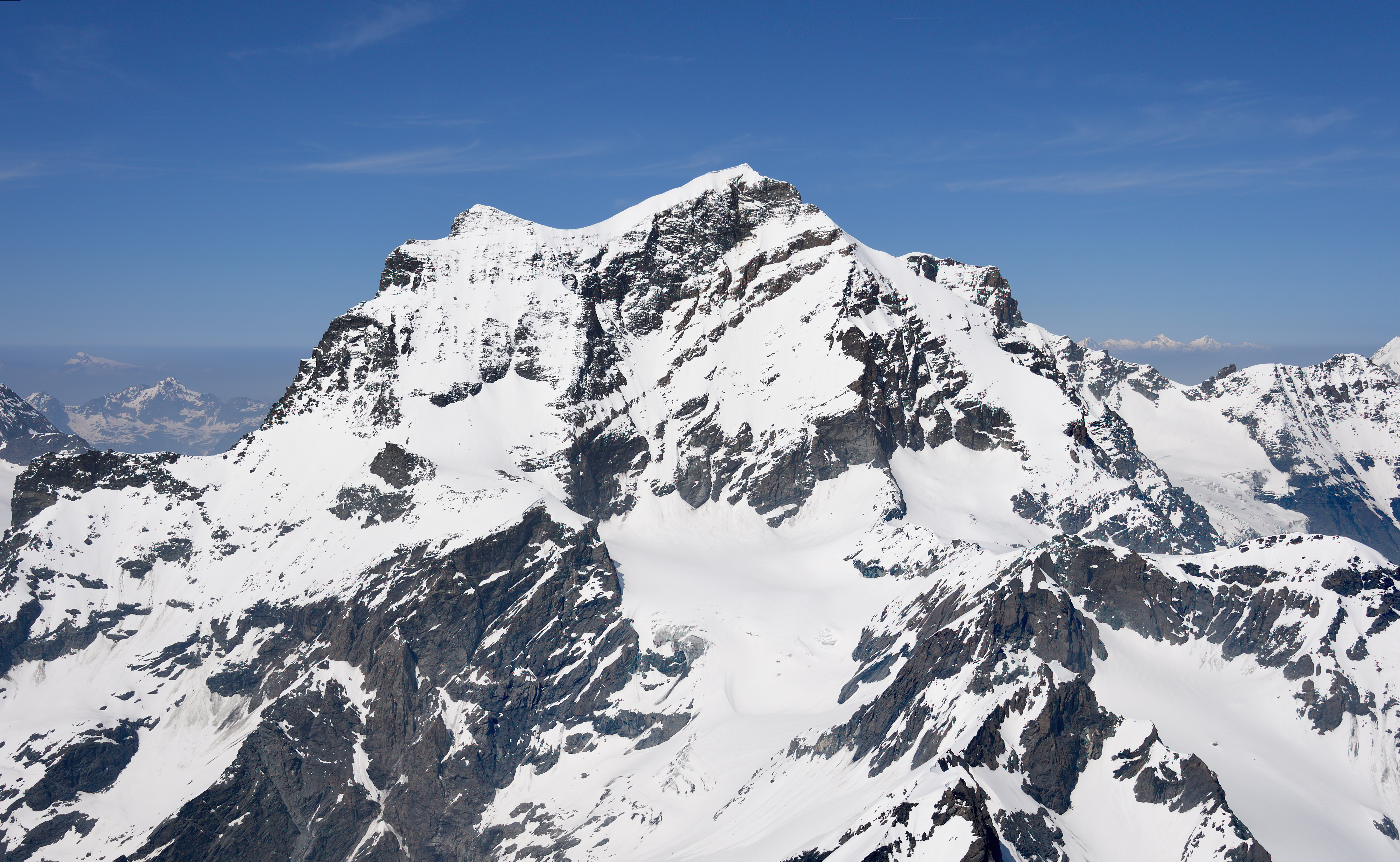
Grand Combin

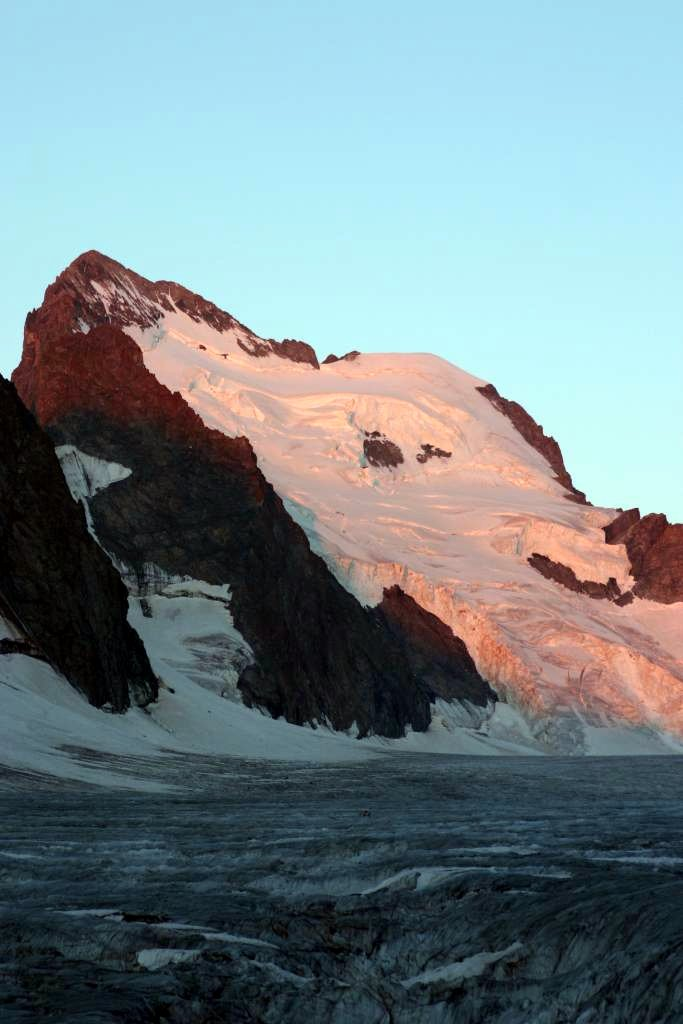
Barre des Écrins

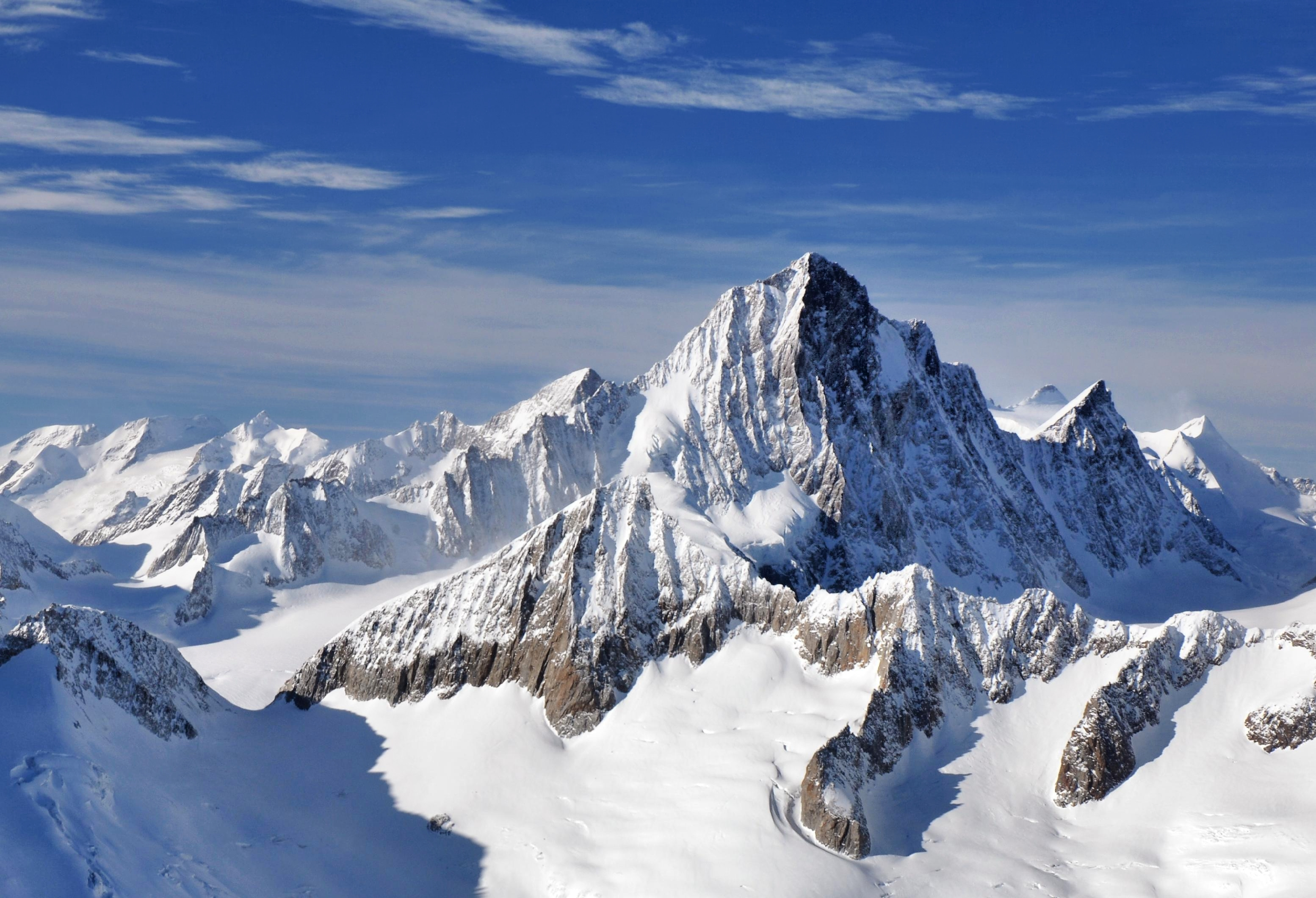
Finsteraarhorn

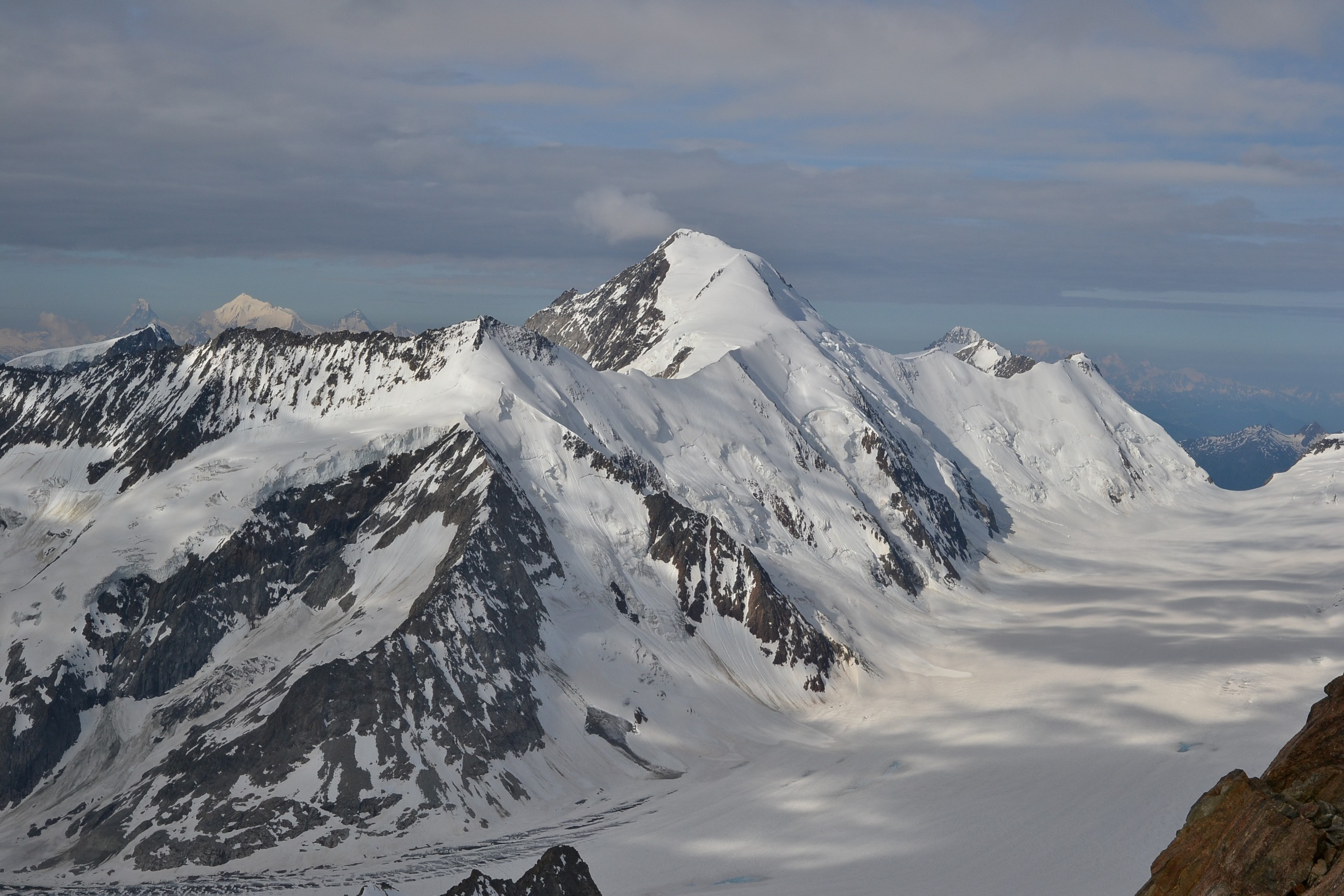
Aletschhorn

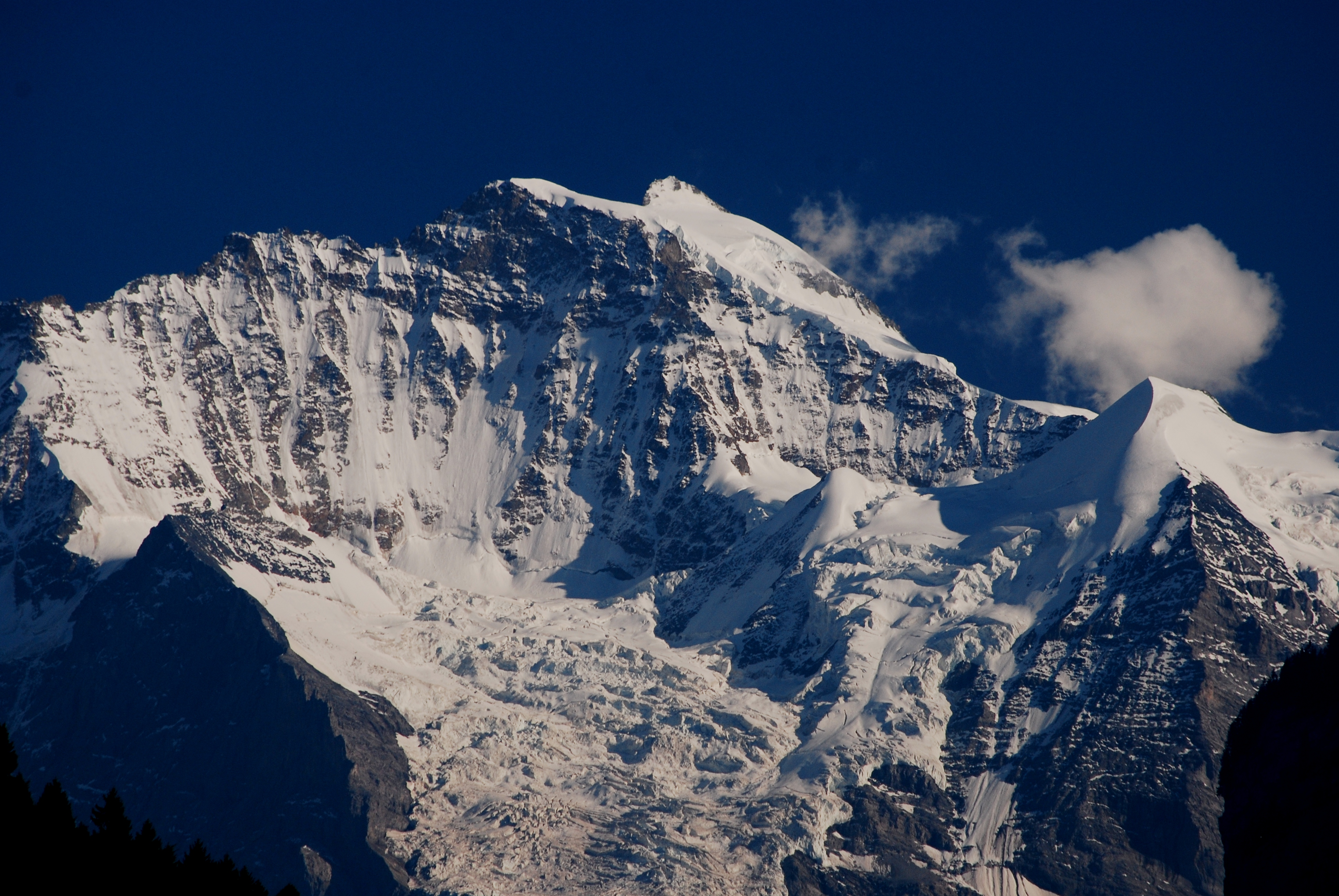
Jungfrau

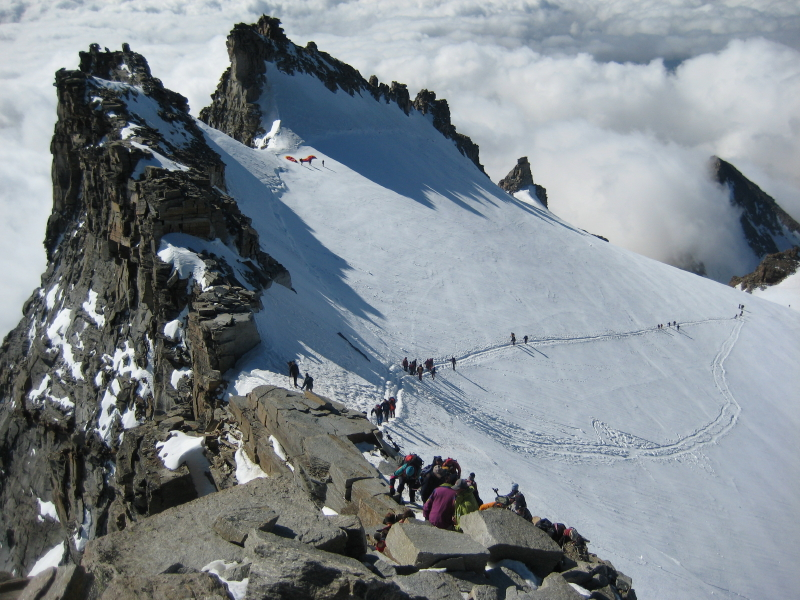
Gran Paradiso

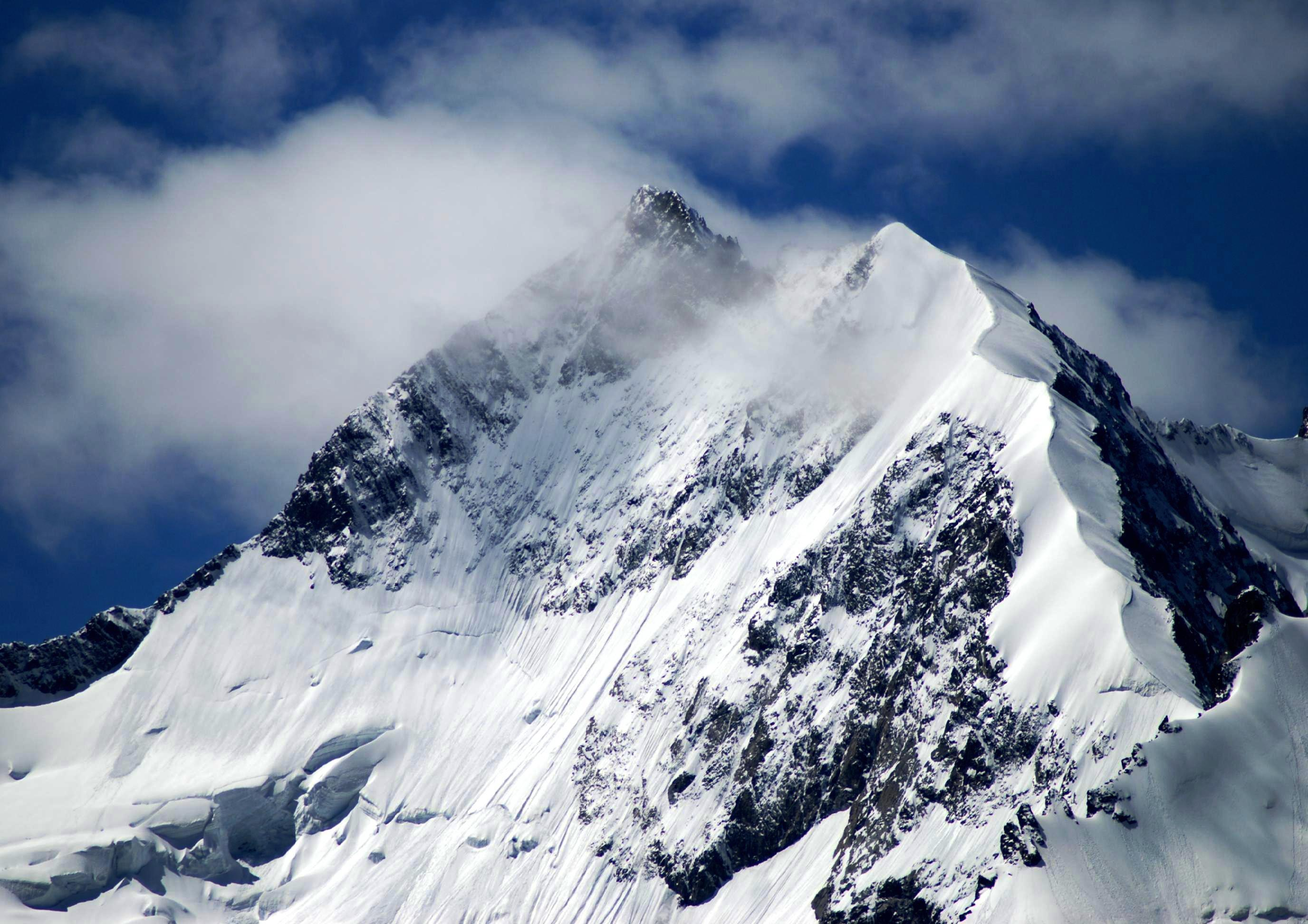
Pizzo Bernina

I 4000 delle Alpi si trovano nelle seguenti sottosezioni/massicci alpini:
- Alpi del Monte Bianco
- Alpi del Monte Rosa
- Alpi del Mischabel e del Weissmies
- Alpi del Weisshorn e del Cervino
- Alpi del Grand Combin
- Alpi Bernesi
- Alpi del Delfinato
- Alpi del Gran Paradiso
- Alpi del Bernina

### Lista delle vette principali
Di seguito sono riportate le 82 vette selezionate in base ai criteri di cui sopra.
Numero di vette per Paese (il numero totale è superiore a causa delle vette situate sul confine):
- Svizzera: 48 (31 esclusivamente in territorio svizzero, 17 condivise coll'Italia)
- Italia: 39 (10 esclusivamente in territorio italiano, 17 condivise colla Svizzera, 12 condivise colla Francia)
- Francia: 24 (12 esclusivamente in territorio francese, 12 condivise coll'Italia)

| n° | Altitudine             | Vetta                                            | Sezione alpina           | Nazioni          |  |
| -- | ---------------------- | ------------------------------------------------ | ------------------------ | ---------------- |  |
| 1  | 4808,72 m              | Monte Bianco                                     | Alpi Graie               | Italia, Francia  |  |
| 2  | 4765 m                 | Monte Bianco di Courmayeur                       | Alpi Graie               | Italia           |  |
| 3  | 4634 m                 | Punta Dufour (Monte Rosa)                        | Alpi Pennine             | Svizzera         |  |
| 4  | 4612 m (I) - 4609 (CH) | Punta Nordend (Monte Rosa)                       | Alpi Pennine             | Italia, Svizzera |  |
| 5  | 4563 m                 | Punta Zumstein (Monte Rosa)                      | Alpi Pennine             | Italia, Svizzera |  |
| 6  | 4554 m                 | Punta Gnifetti (Monte Rosa)                      | Alpi Pennine             | Italia, Svizzera |  |
| 7  | 4545 m                 | Dom                                              | Alpi Pennine             | Svizzera         |  |
| 8  | 4527 m                 | Lyskamm Orientale (Monte Rosa)                   | Alpi Pennine             | Italia, Svizzera |  |
| 9  | 4505 m                 | Weisshorn                                        | Alpi Pennine             | Svizzera         |  |
| 10 | 4491 m                 | Täschhorn                                        | Alpi Pennine             | Svizzera         |  |
| 11 | 4481 m (I) - 4479 (CH) | Lyskamm Occidentale (Monte Rosa)                 | Alpi Pennine             | Italia, Svizzera |  |
| 12 | 4478 m                 | Cervino                                          | Alpi Pennine             | Italia, Svizzera |  |
| 13 | 4470 m                 | Picco Luigi Amedeo                               | Alpi Graie               | Italia           |  |
| 14 | 4468 m (I) - 4465 (F)  | Monte Maudit                                     | Alpi Graie               | Italia, Francia  |  |
| 15 | 4436 m (I) - 4432 (CH) | Punta Parrot (Monte Rosa)                        | Alpi Pennine             | Italia, Svizzera |  |
| 16 | 4357 m                 | Dent Blanche                                     | Alpi Pennine             | Svizzera         |  |
| 17 | 4342 m (I) - 4341 (CH) | Ludwigshöhe (Monte Rosa)                         | Alpi Pennine             | Italia, Svizzera |  |
| 18 | 4327 m                 | Nadelhorn                                        | Alpi Pennine             | Svizzera         |  |
| 19 | 4322 m                 | Corno Nero (Monte Rosa)                          | Alpi Pennine             | Italia           |  |
| 20 | 4314 m                 | Grand Combin de Grafeneire (Grand Combin)        | Alpi Pennine             | Svizzera         |  |
| 21 | 4306 m (I) - 4304 (F)  | Dôme du Goûter                                   | Alpi Graie               | Italia, Francia  |  |
| 22 | 4294 m                 | Lenzspitze                                       | Alpi Pennine             | Svizzera         |  |
| 23 | 4274 m                 | Finsteraarhorn                                   | Alpi Bernesi             | Svizzera         |  |
| 24 | 4248 m                 | Mont Blanc du Tacul                              | Alpi Graie               | Francia          |  |
| 25 | 4243 m                 | Grand Pilier d'Angle                             | Alpi Graie               | Italia           |  |
| 26 | 4241 m                 | Stecknadelhorn                                   | Alpi Pennine             | Svizzera         |  |
| 27 | 4228 m (CH) - 4221 (I) | Castore (Monte Rosa)                             | Alpi Pennine             | Italia, Svizzera |  |
| 28 | 4221 m                 | Zinalrothorn                                     | Alpi Pennine             | Svizzera         |  |
| 29 | 4219 m                 | Hohberghorn                                      | Alpi Pennine             | Svizzera         |  |
| 30 | 4215 m                 | Piramide Vincent (Monte Rosa)                    | Alpi Pennine             | Italia           |  |
| 31 | 4208 m (F) - 4206 (I)  | Punta Walker (Grandes Jorasses)                  | Alpi Graie               | Italia, Francia  |  |
| 32 | 4206 m                 | Alphubel                                         | Alpi Pennine             | Svizzera         |  |
| 33 | 4199 m                 | Rimpfischhorn                                    | Alpi Pennine             | Svizzera         |  |
| 34 | 4195 m                 | Aletschhorn                                      | Alpi Bernesi             | Svizzera         |  |
| 35 | 4190 m                 | Strahlhorn                                       | Alpi Pennine             | Svizzera         |  |
| 36 | 4184 m                 | Grand Combin de Valsorey (Grand Combin)          | Alpi Pennine             | Svizzera         |  |
| 37 | 4184 m (F) - 4180 (I)  | Punta Whymper (Grandes Jorasses)                 | Alpi Graie               | Italia, Francia  |  |
| 38 | 4179 m (I) - 4171 (CH) | Dent d'Hérens                                    | Alpi Pennine             | Italia, Svizzera |  |
| 39 | 4165 m (I) - 4164 (CH) | Breithorn Occidentale (Monte Rosa)               | Alpi Pennine             | Italia, Svizzera |  |
| 40 | 4160 m (I) - 4159 (CH) | Breithorn Centrale (Monte Rosa)                  | Alpi Pennine             | Italia, Svizzera |  |
| 41 | 4158 m                 | Jungfrau                                         | Alpi Bernesi             | Svizzera         |  |
| 42 | 4153 m                 | Bishorn                                          | Alpi Pennine             | Svizzera         |  |
| 43 | 4141 m                 | Grand Combin de Tsessette (Grand Combin)         | Alpi Pennine             | Svizzera         |  |
| 44 | 4141 m (I) - 4139 (CH) | Breithorn Orientale (Monte Rosa)                 | Alpi Pennine             | Italia, Svizzera |  |
| 45 | 4122 m                 | Aiguille Verte                                   | Alpi Graie               | Francia          |  |
| 46 | 4114 m                 | L'Isolée (Aiguilles du Diable)                   | Alpi Graie               | Francia          |  |
| 47 | 4112 m                 | Aiguille Blanche de Peuterey                     | Alpi Graie               | Italia           |  |
| 48 | 4110 m (F) - 4108 (I)  | Punta Croz (Grandes Jorasses)                    | Alpi Graie               | Italia, Francia  |  |
| 49 | 4109 m                 | Punta Carmen du Tacul (Aiguilles du Diable)      | Alpi Graie               | Francia          |  |
| 50 | 4107 m                 | Mönch                                            | Alpi Bernesi             | Svizzera         |  |
| 51 | 4106 m                 | Breithornzwillinge (Monte Rosa)                  | Alpi Pennine             | Italia, Svizzera |  |
| 52 | 4102 m                 | Grande Rocheuse                                  | Alpi Graie               | Francia          |  |
| 53 | 4102 m                 | Barre des Écrins                                 | Alpi del Delfinato       | Francia          |  |
| 54 | 4097 m                 | Punta Mediana du Tacul (Aiguilles du Diable)     | Alpi Graie               | Francia          |  |
| 55 | 4092 m (CH) - 4091 (I) | Polluce (Monte Rosa)                             | Alpi Pennine             | Italia, Svizzera |  |
| 56 | 4078 m                 | Schreckhorn                                      | Alpi Bernesi             | Svizzera         |  |
| 57 | 4075 m                 | Roccia Nera (Monte Breithorn) (Monte Rosa)       | Alpi Pennine             | Italia, Svizzera |  |
| 58 | 4074 m                 | Punta Chaubert du Tacul (Aiguilles du Diable)    | Alpi Graie               | Francia          |  |
| 59 | 4069 m                 | Monte Brouillard                                 | Alpi Graie               | Italia           |  |
| 60 | 4065 m                 | Punta Margherita (Grandes Jorasses)              | Alpi Graie               | Italia, Francia  |  |
| 61 | 4064 m                 | Corno del Diavolo du Tacul (Aiguilles du Diable) | Alpi Graie               | Francia          |  |
| 62 | 4063 m                 | Obergabelhorn                                    | Alpi Pennine             | Svizzera         |  |
| 63 | 4061 m                 | Gran Paradiso                                    | Alpi Graie               | Italia           |  |
| 64 | 4052 m                 | Aiguille de Bionnassay                           | Alpi Graie               | Italia, Francia  |  |
| 65 | 4049 m                 | Pizzo Bernina                                    | Alpi Retiche occidentali | Italia, Svizzera |  |
| 66 | 4049 m                 | Gross Fiescherhorn                               | Alpi Bernesi             | Svizzera         |  |
| 67 | 4046 m                 | Punta Giordani (Monte Rosa)                      | Alpi Pennine             | Italia           |  |
| 68 | 4045 m (F) - 4042 (I)  | Punta Hélène (Grandes Jorasses)                  | Alpi Graie               | Italia, Francia  |  |
| 69 | 4043 m                 | Grünhorn                                         | Alpi Bernesi             | Svizzera         |  |
| 70 | 4042 m                 | Lauteraarhorn                                    | Alpi Bernesi             | Svizzera         |  |
| 71 | 4035 m                 | Dürrenhorn                                       | Alpi Pennine             | Svizzera         |  |
| 72 | 4035 m                 | Aiguille du Jardin                               | Alpi Graie               | Francia          |  |
| 73 | 4027 m                 | Allalinhorn                                      | Alpi Pennine             | Svizzera         |  |
| 74 | 4025 m                 | Hinter Fiescherhorn                              | Alpi Bernesi             | Svizzera         |  |
| 75 | 4023 m                 | Weissmies                                        | Alpi Pennine             | Svizzera         |  |
| 76 | 4015 m                 | Dôme de neige des Écrins                         | Alpi del Delfinato       | Francia          |  |
| 77 | 4015 m                 | Dôme de Rochefort                                | Alpi Graie               | Italia, Francia  |  |
| 78 | 4014 m (I) - 4013 (F)  | Dente del Gigante                                | Alpi Graie               | Italia, Francia  |  |
| 79 | 4013 m                 | Punta Baretti                                    | Alpi Graie               | Italia           |  |
| 80 | 4010 m                 | Lagginhorn                                       | Alpi Pennine             | Svizzera         |  |
| 81 | 4001 m                 | Aiguille de Rochefort                            | Alpi Graie               | Italia, Francia  |  |
| 82 | 4000 m                 | Les Droites                                      | Alpi Graie               | Francia          |  |

### Lista delle vette secondarie
Questa lista comprende quelle vette superiori ai 4.000 m, che però in base ai criteri sopra esposti non sono considerate vette a sé stanti. La lista comprende 46 vette secondarie, riportate di seguito nell'ordine in cui erano riportate nel documento originale UIAA. Questo divideva le vette per zone geografiche, secondo la seguente partizione:
- Massiccio des Écrins: 1
- Gruppo del Gran Paradiso: 1
- Gruppo del Monte Bianco: 18
- Alpi Pennine: 24
- Alpi Bernesi: 1
- Gruppo del Bernina: 1

| N° | Vetta                                       | Quota, m | Sezione alpina           | Gruppo UIAA              |
| -- | ------------------------------------------- | -------- | ------------------------ | ------------------------ |
| 1  | Pic Lory                                    | 4086     | Alpi del Delfinato       | Massiccio des Écrins     |
| 2  | Roc                                         | 4026     | Alpi Graie               | Gruppo del Gran Paradiso |
| 3  | Piton des Italiens                          | 4003     | Alpi Graie               | Gruppo del Monte Bianco  |
| 4  | Pointe Bravais                              | 4057     | Alpi Graie               | Gruppo del Monte Bianco  |
| 5  | Pointe Bayeux                               | 4258     | Alpi Graie               | Gruppo del Monte Bianco  |
| 6  | Grande Bosse                                | 4513     | Alpi Graie               | Gruppo del Monte Bianco  |
| 7  | Petite Bosse                                | 4547     | Alpi Graie               | Gruppo del Monte Bianco  |
| 8  | Rocher de la Tournette                      | 4677     | Alpi Graie               | Gruppo del Monte Bianco  |
| 9  | Pic Eccles                                  | 4041     | Alpi Graie               | Gruppo del Monte Bianco  |
| 10 | Aiguille de la Belle Étoile                 | 4354     | Alpi Graie               | Gruppo del Monte Bianco  |
| 11 | Aiguille Blanche de Peuterey, punta NW      | 4104     | Alpi Graie               | Gruppo del Monte Bianco  |
| 12 | Aiguille Blanche de Peuterey, punta SE      | 4107     | Alpi Graie               | Gruppo del Monte Bianco  |
| 13 | Pointe Mieulet                              | 4287     | Alpi Graie               | Gruppo del Monte Bianco  |
| 14 | Pointe de l'Androsace                       | 4107     | Alpi Graie               | Gruppo del Monte Bianco  |
| 15 | Terzo pilastro del Col Maudit               | 4064     | Alpi Graie               | Gruppo del Monte Bianco  |
| 16 | Gendarme del Col Maudit                     | 4032     | Alpi Graie               | Gruppo del Monte Bianco  |
| 17 | Mont Blanc du Tacul, punta E                | 4247     | Alpi Graie               | Gruppo del Monte Bianco  |
| 18 | Pilier du Diable                            | 4067     | Alpi Graie               | Gruppo del Monte Bianco  |
| 19 | Pointe Croux                                | 4023     | Alpi Graie               | Gruppo del Monte Bianco  |
| 20 | Punta Eveline                               | 4026     | Alpi Graie               | Gruppo del Monte Bianco  |
| 21 | Aiguille du Croissant                       | 4243     | Alpi Pennine             | Alpi Pennine             |
| 22 | Gendarme a SE del Combin de la Tsessette    | 4088     | Alpi Pennine             | Alpi Pennine             |
| 23 | Dent d'Hérens, L'Épaule                     | 4040     | Alpi Pennine             | Alpi Pennine             |
| 24 | Dent d'Hérens, Gendarme crochu              | 4075     | Alpi Pennine             | Alpi Pennine             |
| 25 | Dent d'Hérens, la Corne                     | 4148     | Alpi Pennine             | Alpi Pennine             |
| 26 | Pic Tyndall (Cresta del Leone sul Cervino)  | 4241     | Alpi Pennine             | Alpi Pennine             |
| 27 | Cervino, vetta Italiana                     | 4476     | Alpi Pennine             | Alpi Pennine             |
| 28 | Picco Muzio (Cresta di Furggen sul Cervino) | 4187     | Alpi Pennine             | Alpi Pennine             |
| 29 | Dent Blanche, Gran Gendarme                 | 4098     | Alpi Pennine             | Alpi Pennine             |
| 30 | Bishorn, Punta Burnaby                      | 4135     | Alpi Pennine             | Alpi Pennine             |
| 31 | Weisshorn, Grand Gendarme                   | 4331     | Alpi Pennine             | Alpi Pennine             |
| 32 | Zinalrothorn, L'Épaule                      | 4017     | Alpi Pennine             | Alpi Pennine             |
| 33 | Punta Felik                                 | 4093     | Alpi Pennine             | Alpi Pennine             |
| 34 | Naso del Lyskamm                            | 4272     | Alpi Pennine             | Alpi Pennine             |
| 35 | Roccia della Scoperta                       | 4178     | Alpi Pennine             | Alpi Pennine             |
| 36 | Balmenhorn                                  | 4167     | Alpi Pennine             | Alpi Pennine             |
| 37 | Grenzgipfel                                 | 4618     | Alpi Pennine             | Alpi Pennine             |
| 38 | Punta Dunant                                | 4632     | Alpi Pennine             | Alpi Pennine             |
| 39 | Lenzspitze, Grand Gendarme                  | 4091     | Alpi Pennine             | Alpi Pennine             |
| 40 | Dom, Grand Gendarme                         | 4468     | Alpi Pennine             | Alpi Pennine             |
| 41 | Alphubel, Cima N                            | 4116     | Alpi Pennine             | Alpi Pennine             |
| 42 | Alphubel, Cima NE                           | 4128     | Alpi Pennine             | Alpi Pennine             |
| 43 | Alphubel, Cima S                            | 4166     | Alpi Pennine             | Alpi Pennine             |
| 44 | Rimpfischhorn, Grand Gendarme               | 4108     | Alpi Pennine             | Alpi Pennine             |
| 45 | Wengen Jungfrau                             | 4089     | Alpi Bernesi             | Alpi Bernesi             |
| 46 | Punta Perrucchetti/La Spedla                | 4020     | Alpi Retiche occidentali | Gruppo del Bernina       |

## Alpinismo
La conquista delle più alte vette delle Alpi ha sempre interessato gli alpinisti. Tra il 1810 e il 1865 furono conquistati 42 "Quattromila". L'ultimo 4000 ad essere vinto è stata la Punta Mediana du Tacul nel 1926.
Karl Blodig (1859-1956), alpinista austriaco, era soprannominato il re dei 4000 perché aveva salito tutte le vette al tempo ritenute tali. In effetti ne ha salite solamente una sessantina. Eustache Thomas (1869-1960) in soli sei anni ne ha saliti una settantina. Il primo alpinista ad aver concluso la salita a tutti gli 82 4000 è stato Luciano Ratto.
Nel 1993 nasce il Club 4000 fondato da Luciano Ratto e da Franco Bianco che raccoglie gli alpinisti che hanno salito almeno 30 dei 4000 delle Alpi.
Nel 2008 gli alpinisti Franco Nicolini e Diego Giovannini scalano tutte le 82 cime in soli 60 giorni. Era con loro anche Mirko Mezzanotte, che a causa di un infortunio ha dovuto rinunciare alla scalata di una ventina di cime.
Nel 2015 l'alpinista svizzero Ueli Steck con il progetto "82 Summits" scala tutti i "Quattromila" in 62 giorni, due in più del record di Nicolini e Giovannini.
Nel 2024 lo skyrunner spagnolo Kílian Jornet i Burgada scala tutti i "Quattromila" in 19 giorni, senza l'ausilio di mezzi a motore.